# Muriel Spark
Muriel Sarah Spark, född Camberg 1 februari 1918 i Edinburgh, Skottland, Storbritannien, död 13 april 2006 i Florens, Italien, var en brittisk (skotsk) författare.

## Biografi
Spark konverterade till katolicismen 1954 och adlades 1993.
Spark slog igenom med The Comforters (1957). Bland hennes romaner märks The Ballad of Peckham Rye (1960), The Prime of Miss Jean Brodie (1961) (som även filmatiserats) samt The public image (1968) och The Only Problem (1984).
"Muriel Spark berättar om människor som verkar resolut och påpassligt klippta ur livet - inte vi själva, men folk vi känner. Men mitt i den trevliga vardagen händer plötsligt något oväntat, som ger historien en vridning åt det fantastiska." (Åke Runnquist, 1971)